# Science-Fiction-Jahr 1862
Übersicht

◄◄ | ◄ | 1858 | 1859 | 1860 | 1861 | Science-Fiction-Jahr 1862 | 1863 | 1864 | 1865 | 1866 | ► | ►►

Weitere Ereignisse

## Geboren
- Konrad Alberti († 1918)
- Wilhelm Bode († 1922)
- Junior Caelestes (Pseudonym von Elisabeth von Otto; † 1931)
- Johannes Cotta († 1944)
- Arno Hoffmann
- Oskar Kresse
- Franz Servaes († 1947)
- Friedrich Thieme († 1945)
- Bodo Wildberg (Pseudonym von Heinrich von Dickinson; † 1942)